# Седморката на Блейк
Седморката на Блейк (на английски: Blake's 7) е британски фантастичен телевизионен сериал, който излиза за първи път по телевизия Би Би Си през 1978 г.
Действието се развива накъде в далечното бъдеще. Група затворници се опълчват срещу тоталитарната федерация. Техен водач е политическият дисидент Родж Блейк, който е осъден по фалшиви обвинения. Тоталитарната Теранска федерация контролира гражданите си чрез тотално наблюдение, промиване на мозъци и вкарване на наркотици в организмите им чрез храната, водата и въздуха.
На път за депортация до планета-затвор, осъдените криминални и политически затворници отвличат космически кораб и започват война с федерацията. Завладеният звездолет наричат „Освободител“ – това е космически кораб от друга планета, който превъзхожда технологично всички кораби на Федерацията – може да се движи с огромна скорост и притежава страхотни оръжия.
Когато е на върха на своята популярност, сериалът е бил гледан от 10 милиона зрители. Излъчван е в 40 държави.
В България първите два сезона са излъчени по телевизията при огромен интерес, стартирайки през юли 1984 година. По онова време почти няма деца, които да не играят на улицата и по дворовете в цялата страна на „Седморката на Блейк“ и да се идентифицират с героите – Блейк, Вила, Ейвън, Джена...

## История
Идеята за сериала е на Тери Нейшън, популярен автор на много тв предавания. „Седморката на Блейк“ има четири сезона, всеки с по тринадесет 50-минутни епизода и приключва през 1981 г. Първоначално се предвижда Блейк да има седмина спътници, но по финансови причини броят на героите е орязан до шестима, включително самия Блейк, а по-късно стават даже петима. За да няма несъответствие със заглавието, е дадено мъглявото обяснение, че компютрите Зен и Орак също са членове на екипажа, като по този начин числото се „допълва“ до седем.

## Сюжет
Внимание:  Текстът по-долу разкрива сюжета на произведението (или части от него)!

### Сезон 1
В първия сезон Федерацията управлява Земята и много колонизирани планети. Родж Блейк, работник на висок социален статус, класифицирани като „алфа-клас“, живее в един изкуствен купол-град. В подобни куполи живее и по-голямата част от населението на Земята. Блейк е потърсен от група от политически дисиденти, които го вземат извън града, за да се срещне с техния лидер Бран Фостър. Според Фостър, Блейк някога е бил лидер на влиятелна група от политически активисти. Блейк е арестуван, и с промит мозък е принуден да направи самопризнание. Паметта му от тези години се блокира. Фостър иска Блейк да се присъедини отново към дисидентите. Изведнъж, срещата е прекъсната от пристигането на силите за сигурност, които убиват бунтовниците. Родж, единственият оцелял, се завръща в града, където започва да си спомня миналото си. След това е арестуван, съден по фалшиви обвинения за блудство с дете и осъден на депортиране в планетата-затвор Cygnus Alpha.
В кораба затвор London, Блейк се среща с крадеца Вила Рестал, контрабандистката Джена Станис, убиеца Олаг Ган и компютърния инженер и криминален хакер Кер Ейвън. По време на пътуването „Лондон“ попада в битка между две извънземни космически флотилии и се натъква на изоставен странен чужд звездолет. Капитанът решава да качи хора на борда, но те са възпрепятствани от защитен механизъм. Тогава там изпращат затворниците Блейк, Ейвън и Джена. Блейк надделява над отбранителната система, когато тя се опитва да манипулира неговите вече манипулирани от Федерацията спомени с други фалшиви. С Джена като пилот, тримата затворници успяват да избягат. Блейк и неговият екипаж преследват кораба-затвор „Лондон“ до Cygnus Alpha и там спасяват Вила и Ган. Блейк иска да използва звездолета „Освободител“ и новия екипаж за война срещу Федерацията, макар че другите и особено Ейвън гледат с неохота на идеята...

### Сезон 2
Във втория сезон Блейк решава да атакува сърцето на Федерацията – главния компютърен център за контрол. Ейвън се съгласява да помогне при условие, че Блейк ще му даде в замяна „Освободител“. Блейк, Ейвън, Вила и Ган успяват да стигнат до центъра за контрол само за да намерят там една празна стая. Офицерът Травис им разкрива, че компютърният център тайно е преместен преди години и старото място остава за примамка. Блейк и неговият екипаж бягат, но Травис детонира граната и Ган е убит от падащите отломки. В последния епизод от сезона Блейк и екипажът му успяват да открият планетата, на която се намира истинският компютърен център, но там се сблъскват с андромеданците, които скоро преди това са успели да я завладеят.

### Сезон 3
„Освободител“ силно е повреден по време на битката с андромеданците и екипажът е принуден да изостави кораба. Федерацията побеждава чуждите нашественици, но е претърпяла тежки загуби и нейното влияние в галактиката намалява значително. Блейк и Джена изчезват и Ейвън поема контрола на „Освободител“.

### Сезон 4
Плановете на Тери Нейшън са били сериалът да приключи след три сезона. Затова не е чудно, че краят на третия до голяма степен отрязва възможността за продължение – той е бил замислен като „окончателен край“. Тогавашният директор на отдела за забавни програми на Би Би Си, Бил Котън Джуниър бил голям почитател на „Седморката на Блейк“. Затова след излъчването на последния епизод от трети сезон наредил да бъде прочетено в ефир съобщение, че филмът ще бъде продължен с още 13 серии. Най-големият проблем обаче е как да се преодолее очевидната завършеност на предишния сезон. Сценаристите запрятат ръкави и успяват да спасят положението. Последният епизод – „Блейк“ – е най-любопитното творение на сценарния екип. След като си били взели поука от предишния сезон, те умишлено написали финала така, че да може да послужи както за „висящ край“, ако сериалът бъде продължен, така и за „окончателен край“, ако бъде спрян. Развитието в този последен епизод получава сериозен отзвук сред зрителите и осигурява на сериала място в историята на телевизията.

## Герои

### Кер Ейвън
Кер Ейвън (на английски: Kerr Avon) е експерт по компютри и един от екипажа на „Освободител“. Постепенно той става главният герой на сериала. Непрекъснато изтъква своя егоцентризъм, мисли само за себе си и в края на сериала убива Родж Блейк.
Ролята на Ейвън се играе от Пол Дароу.
Пол Дароу участва като Ейвън в 51 от петдесет и двата епизода на сериала.

### Травис
В първия сезон на сериала ролята на Травис се играе от Стивън Грийф. Грийф е заменен от Брайън Краучър за втория сезон.

### Сервалан
Сервалан (на английски: Servalan) е главната злодейка в сериала. Тя отговаря за военните сили на Федерацията и се концентрира върху преследването на Седморката на Блейк.
Ролята на Сервалан се играе от актрисата Жаклин Пиърс.

### Вила Рестал
Вила Рестал (на английски: Vila Restal) е експертен крадец и специалист по отключване на всевъзможни ключалки и е един от екипажа на „Либерейтър“.
Вила е единственият герой, който участва във всичките 52 епизода на сериала.
Ролята на Вила се играе от Майкъл Кийтинг.

### Зен
Зен (на английски: Zen) е името на полуинтелигентния компютър на кораба „Либерейтър“.
Зен се озвучава от Питър Тъдънхам.